# Cannabis indica
A Cannabis indica é uma espécie de planta anual da família Cannabaceae originária das montanhas Hindu Kush, no sul da Ásia. A planta produz grandes quantidades de tetrahidrocanabinol (THC) e tetrahidrocanabivarina [en] (THCV), com níveis totais de canabinoides de até 53,7%. Atualmente, ela é amplamente cultivada na China, Nepal, Tailândia, Afeganistão e Paquistão, bem como no sul e oeste da África,  Marrocos, e na Índia é cultivada para extração do haxixe. As altas concentrações de THC ou THCV proporcionam efeitos eufóricos, tornando-a popular para uso em diversas finalidades, como drogas recreativas, drogas de pesquisa clínica e o potencial da Cannabis ou de constituintes selecionados para a pesquisa de novas drogas ou para uso em medicina alternativa, entre muitas outras.

## Taxonomia
Alguns autores identificam um único gênero monotípico, a Cannabis sativa, enquanto outros argumentam que a Cannabis é composto de duas espécies, Cannabis sativa e Cannabis indica, e alguns incluem uma terceira espécie, Cannabis ruderalis, no gênero. Apesar de tal divergência, diante do atual desenvolvimento de variedades (quimiotipos)  e melhoramento genético, a identificação precisa das espécies originárias ou resultantes de isolamento geográfico é essencialmente útil, inclusive para elucidação dessa questão taxonômica.
O nome Cannabis indica e identificação desta espécie selvagem é atribuído ao biólogo francês Jean-Baptiste de Lamarck, em 1785. Lamarck diferenciou esta espécie da então utilizada para produção de fibras na Europa, que fora classificada 32 anos antes por Carolus Linnaeus, autor da descrição do gênero e da espécie Cannabis sativa em 1753.
O epíteto específico indica significa “da Índia” em latim e tornou-se sinônimo da variedade de cannabis. Lamarck baseou sua descrição da espécie em plantas coletadas na Índia.
Houve muito pouco debate sobre a taxonomia da Cannabis até a década de 1970, quando botânicos como Richard Evans Schultes começaram a testemunhar em tribunais em nome de pessoas acusadas que buscavam evitar acusações criminais de posse de C. sativa argumentando que o material vegetal poderia ser C. indica.
Richard Evans Schultes descreveu a C. indica como relativamente curta, cônica e densamente ramificada, enquanto a C. sativa foi descrita como alta e frouxamente ramificada. Loran C. Anderson descreveu as plantas de C. indica como tendo folíolos curtos e largos, enquanto os da C. sativa foram caracterizados como relativamente longos e estreitos. As plantas de C. indica que se enquadravam nas descrições de Schultes e Anderson eram originárias da cadeia de montanhas Hindu Kush. Devido ao clima muitas vezes rigoroso e variável dessas regiões (invernos extremamente frios e verões quentes), a C. indica mostra-se adequada para o cultivo em climas temperados.
Entre as diferenças mais notáveis, Green (2003) também assinala que a C. indica alcança menos altura que a C. sativa, e apresenta muitos ramos, agrupados de forma mais compacta e uma tendência a adquirir uma forma mais cônica ou piramidal, além de possuir folhas mais largas. É importante ressaltar, também, que C. indica possui maiores concentrações de CBD do que plantas de genética predominantemente derivada da Cannabis sativa (que possuem mais THC em relação ao CBD em sua composição química).

### Estudos genômicos
Recentemente, estudos de DNA genômico utilizando marcadores moleculares e diferentes variedades de plantas de diversas origens geográficas foram empregados para enriquecer a discussão sobre a taxonomia da Cannabis. Em 2005, Hillig reforçou o sistema de classificação politípica com base na variação de alozima em 17 loci genômicos. A abordagem de Hillig propôs uma taxonomia mais detalhada, abrangendo três espécies com sete subespécies ou variedades:
- C. sativa
  - C. sativa subsp. sativa var. sativa
  - C. sativa subsp. sativa var. spontanea
  - C. sativa subsp. indica var. kafiristanica
- C. indica
  - C. indica
  - C. indica sensu
- C. chinensis
- C. ruderalis

## Cultivo
As plantas de folhas largas de C. indica no subcontinente indiano são tradicionalmente cultivadas para a produção de charas, uma forma de haxixe. Farmacologicamente, as variedades da C. indica tendem a ter maior teor de THC do que as variedades da C. sativa. Alguns usuários relatam uma sensação mais “chapada” e menos “alta” da C. indica em comparação com a C. sativa. Os termos sativa e indica, usados nesse sentido, são mais apropriadamente denominados tipo de droga de “folha estreita” e “folha larga”, respectivamente. A euforia da C. indica é frequentemente chamada de “zumbido corporal” e tem propriedades benéficas, como alívio da dor, além de ser um tratamento eficaz para a insônia e um ansiolítico, em oposição aos relatos mais comuns de euforia da C. sativa, que é mais comumente relatada como cerebral, criativa e energética, e até mesmo (embora raramente) incluindo alucinações. As diferenças no conteúdo de terpenoides do óleo essencial podem ser responsáveis por algumas dessas diferenças de efeito. As cepas comuns de C. indica para uso recreativo ou medicinal incluem Kush e Northern Lights.
Uma análise genética recente incluiu os “biótipos” de drogas de folha estreita e de folha larga da C. indica, bem como as variedades locais de cânhamo (fibra/semente) do sul e do leste da Ásia e as populações selvagens do Himalaia.

## Genoma
Em 2011, uma equipe de pesquisadores canadenses liderada por Andrew Sud anunciou que havia sequenciado um rascunho do genoma da variedade Purple Kush da C. indica.